# Chiuta
Chiuta – płytkie jezioro w południowo-wschodniej Afryce, położone na granicy Malawi i Mozambiku.
Jezioro ma powierzchnię 35 km², a na południe od niego, na obszarze ok. 285 km² rozciągają się mokradła, oddzielone barierą piasku od jeziora Chilwa. Na północy jezioro oddzielone jest mokradłami od jeziora Amaramba, choć w porze deszczowej oba jeziora tworzą jeden zbiornik.